# Moneilema
Moneilema és un gènere de coleòpters polífags de la família dels cerambícids. Es troba als deserts d'Amèrica del Nord.  M. gigas és natiu del desert de Sonora on viu a altituds d'uns 1500 m. Els èlitres d'aquests insectes estan fusionats formant un estoig endurit i d'aquesta característica en deriva el nom científic Moneilema. Aquest gènere inclou unes 20 espècies.
Aquests coleòpters s'alimenten de cactus com els del gènere Opuntia i de les plàntules dels saguaro.
Imiten el comportament dels insectes del gènere Eleodes.

## Taxonomia
El gènere inclou 20 espècies:
- Moneilema albopictum (White, 185
- Moneilema annulatum (Say, 1824)
- Moneilema appressum (LeConte, 1852)
- Moneilema armatum (LeConte, 1853)
- Moneilema aterrimum (Fisher, 1931)
- Moneilema blapsides (Newman, 1838)
- Moneilema crassipes (Fisher, 1931)
- Moneilema ebeninum (Bates, 1885)
- Moneilema gigas (LeConte, 1873)
- Moneilema longipes (White, 1856)
- Moneilema manni (Psota, 1930)
- Moneilema mexicanum (Fisher, 1926)
- Moneilema michelbacheri (Linsley, 1942)
- Moneilema opuntiae (Fisher, 1928)
- Moneilema punctipennis (Fisher, 1926)
- Moneilema rugosissimum (Casey, 1924)
- Moneilema semipunctatum (LeConte, 1852)
- Moneilema subrugosum (Bland, 1862)
- Moneilema variolare (Thomson, 1867)
- Moneilema wickhami (Psota, 1930)